# Bosco Verticale
Bosco Verticale sunt numite turnurile gemene dintr-un complex de clădiri înalte din Milano. Zgârie-norii au fost proiectați de arhitectul italian Stefano Boeri și partenerii firmei de arhitectură Boeri Studio, Gianandrea Barreca și Giovanni La Varra; constructorul fiind Manfredi Catella. Ambele clădiri au fost construite din anul 2008 până în 2013 și finalizate în octombrie 2014. Blocurile au înălțimea de 110 și 76 de metri.

## Conceptul

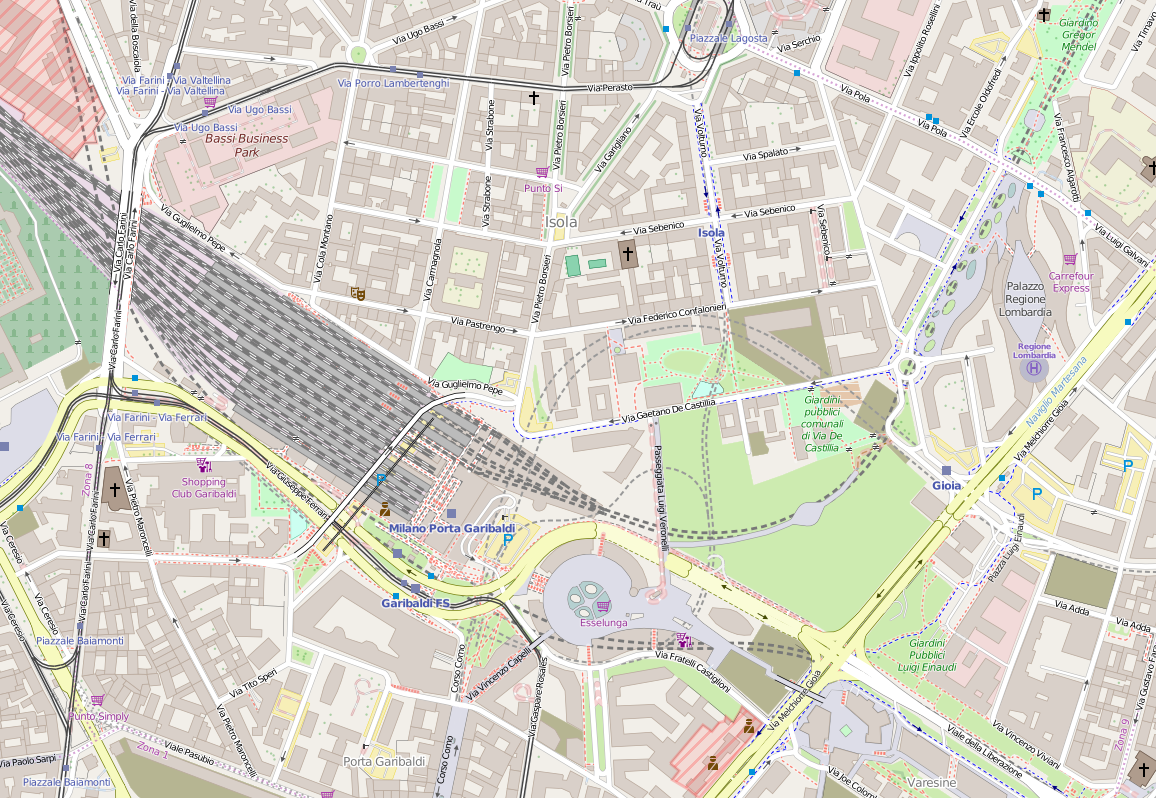
Porta Nuova: Ambii zgârie-nori sunt marcați cu un punct roșu.

Turnurile au fost construite în centrul districtului Porta Nuova, în partea de nord a orașului Milano. Aici a fost anterior un cartier rezidențial. Turnul este format din două turnuri Torre E cu 110 m înălțime si 26 de etaje Torre D, cu 76 m înălțime și 18 etaje.
Cu acest concept, Stefano Boeri a câștigat în anul 2014 la 50.000 € International Highrise Award.

## Premii
- 2014 International Highrise Award
- 2014 Emporis Skyscraper Award (locul al doilea)[4]

## Proiect următor
La Lausanne este proiectat un alt Bosco Verticale de Stefano Boeri. Turnul este construit pe modelul din Milano și va fi utilizat drept clădiri rezidențiale și comerciale. Casa de mare se va numi Tour des Cèdres și construcțiile vor începe în 2017.